# Bùi Huy Phồn
Bùi Huy Phồn (16 tháng 12 năm 1911 - 31 tháng 10 năm 1990) là nhà thơ, nhà văn, nhà báo Việt Nam. Ông có các bút danh: Đồ Phồn, Bùi Như Lạc, Cười Suông, Việt Lệ, Ấm Hai, Lý Ba Lẽ, BHP.

## Tiểu sử
Bùi Huy Phồn sinh ngày 16 tháng 12 năm 1911 tại Phố Đầm, xã Phượng Sơn, huyện Lục Ngạn, tỉnh Bắc Giang. Quê gốc của ông ở làng Liên Bạt, xã Mai Đình, huyện Ứng Hòa, Hà Nội. Cha của Bùi Huy Phồn là một nhà nho, chi trưởng họ "Đại Bùi". Ông thi cử không đỗ, bỏ làng phiêu bạt lên Bắc Giang làm thầy giáo. Trước năm 1940, gia đình Bùi Huy Phồn thuộc vào loại giàu có. Nhưng trong giai đoạn 1940-1945, gia đình ông bị phá sản và phải bán hết ruộng đất ở Phố Đầm để trở về quê gốc Ứng Hòa. Bùi Huy Phồn học chữ Hán hết chương trình tú tài và cũng thạo tiếng Pháp.
Trước Cách mạng tháng Tám, ông dạy học, viết văn, làm thơ, cộng tác với các báo Hà Nội báo, Phong hóa, Tiểu thuyết thứ năm, Văn mới... Ông gia nhập Hội nhà văn Việt Nam năm 1957. Bùi Huy Phồn từng là ủy viên Ban vận động nghiệp đoàn những người viết báo Bắc Kỳ ở Hà Nội, ủy viên chấp hành đoàn Văn hóa kháng chiến Bắc Bộ, chủ bút tuần báo Đây Việt Bắc (khu X), biên tập viên báo Cứu quốc khu X, Giám đốc nhà xuất bản Văn học (1958-1962), ủy viên Ban chấp hành Hội nhà văn Việt Nam khóa hai (1962-1972), đại biểu Hội đồng nhân dân thành phố Hà Nội các khóa bốn, năm và sáu, ủy viên thường trực Hội văn học nghệ thuật Hà Nội. Sau đó, ông nghỉ hưu, mất ngày 31 tháng 10 năm 1990 tại Hà Nội.

## Tác phẩm đã xuất bản
- Lá huyết thư (tiểu thuyết dã sử, 1932)
- Một chuỗi cười (tiểu thuyết trào phúng, 1941)
- Sự tích Trần Hưng Đạo diễn ca (truyện thơ, 1941)
- Gan dạ đàn bà (tiểu thuyết trinh thám, 1942)
- Mối thù truyền kiếp (tiểu thuyết trinh thám, 1942)
- Tờ di chúc (tiểu thuyết trinh thám, 1943)
- Thôn nữ ca (tập ca dao mới, 1944)
- Khao (tiểu thuyết trào phúng, 1946)
- Người chiến sĩ chồng tôi (tiểu thuyết, 1949)
- Tình quân ngũ (truyện vừa, 1949)
- Tay người đàn bà (kịch hai hồi, 1950)
- Bia miệng, Mưu sâu Mỹ Diệm, Thơ ngang, Tàn xuân đế quốc (tập thơ trào phúng 1952, 1957, 1959)
- Vô lý không có lẽ (kịch ngắn, 1960)
- Phất (tiểu thuyết, 1961)
- Trái cam (truyện ngắn và ký, 1972)
- Bình minh hôm nay (tiểu thuyết, 1990)